# ژوزف تیمچنکو
جوزف آندریویچ تیمچنکو (۱۸۵۲–۱۹۲۴) مخترع و مکانیک اوکراینی بود که نوعی از دوربین فیلمبرداری را اختراع کرد.
خیابانی در اودسا در سال 2016 به افتخار او نامگذاری شد.